# Nesticus chikunii
Nesticus chikunii är en spindelart som beskrevs av Takeo Yaginuma 1980. Nesticus chikunii ingår i släktet Nesticus och familjen grottspindlar. Inga underarter finns listade i Catalogue of Life.